# Bellovo število
Bellova števila (tudi eksponentna števila, označba {\displaystyle B_{n}\,} ali {\displaystyle \varpi _{n}\,}) so v matematiki in kombinatoriki števila particij množic z n elementi, oziroma so števila ekvivalenčnih relacij na njih. Imenujejo se po Ericu Templeu Bellu. Prvi dve Bellovi števili (B0, B1) sta enaki 1, druga pa tvorijo celoštevilsko zaporedje (OEIS A000110):
1, 1, 2, 5, 15, 52, 203, 877, 4140, 21147, 115975, ...

## Particije množice
V splošnem je Bn število particij množice z n elementi. Particija množice S je določena kot neprazne, paroma razdeljene podmnožice S, katerih unija je S. Na primer B3 = 5, saj se lahko množico s tremi elementi {a, b, c} razdeli na 5 različnih načinov:
{{a}, {b}, {c}}
{{a}, {b, c}}
{{b}, {a, c}}
{{c}, {a, b}}
{{a, b, c}}
B0 je 1, ker obstaja natanko ena particija prazne množice. Vsak element prazne množice je neprazna množica, kar je trivialno resnično, in njihova unija je prazna množica. Zaradi tega je prazna množica edina particija same sebe.
Vrstni red particij ali elementov pri tem nista pomembna. Tako so naslednje particije istovetne:
{{b}, {a, c}}
{{a, c}, {b}}
{{b}, {c, a}}
{{c, a}, {b}}
Podobno je pri množici z enim elementom {a}. Razdeli se jo lahko na en način {{a}}. B2 = 2, saj se lahko dano množico z dvema elementoma {a, b} razdeli na dva različna načina:
{{a}, {b}}
{{a, b}}

## Druga opredelitev Bellovih števil
Bellova števila so tudi števila različnih možnih postavitev n razločljivih krogel v eno ali več nerazločljivih škatel. Naj je na primer n enak 3. Pri tem so tri krogle, ki se jih označi z a, b  in c, ter tri škatle. Če se škatel med seboj ne da razločevati, se lahko vanje postavi krogle na pet različnih načinov:
- vsako kroglo se da v svojo škatlo.
- vse tri krogle se da v eno škatlo. Ker so škatle med seboj istovetne, je to edina možna kombinacija razporeditev krogel.
- kroglo a se da v eno škatlo; krogli b in c se da v drugo škatlo.
- kroglo b se da v eno škatlo; krogli a in c se da v drugo škatlo.
- kroglo c se da v eno škatlo; krogli a in b se da v drugo škatlo.

## Značilnosti Bellovih števil
Za Bellova števila velja rekurenčna enačba:
{\displaystyle B_{n+1}=\sum _{k=0}^{n}{{n \choose k}B_{k}}=\sum _{k=1}^{n+1}{n \choose k-1}B_{n+1-k}.}
Za Bellova števila velja enačba (G. Dobinsky):
{\displaystyle B_{n}={\frac {1}{e}}\sum _{k=0}^{\infty }{\frac {k^{n}}{k!}}=} n-ti moment Poissonove porazdelitve z matematičnim upanjem 1.
Za Bellova števila velja »Touchardova kongruenca«: če je p poljubno praštevilo, velja:
{\displaystyle B_{p+n}\equiv B_{n}+B_{n+1}\ (\operatorname {mod} \ p).}
Vsako Bellovo število je vsota »Stirlingovih števil druge vrste«
{\displaystyle B_{n}=\sum _{k=1}^{n}S(n,k).}
Stirlingovo število S(n, k) je število načinov particij množice s kardinalnostjo n v natanko k nepraznih podmnožic.
n-to Bellovo število je tudi vsota koeficientov v polinomu, ki izraža n-ti moment vsake verjetnostne porazdelitve kot funkcijo prvih n kumulant. Ta način številčenja particij ni tako preprost kot številčenje s Stirlingovimi števili.
Eksponenta rodovna funkcija za Bellova števila je:
{\displaystyle B(x)=\sum _{n=0}^{\infty }B_{n}{\frac {x^{n}}{n!}}=e^{e^{x}-1}\!\,.}

## Asimptotična meja
Asimptotična enačba za Bellova števila je:
{\displaystyle B_{n}\sim {\frac {1}{\sqrt {n}}}\left[{\lambda \left(n\right)}\right]^{n+{\frac {1}{2}}}e^{\lambda \left(n\right)-n-1}.}
Tukaj je {\displaystyle \lambda (n)=e^{\operatorname {W} (n)},} kjer je W Lambertova funkcija W. (Lovász, 1993)

## Bellova praštevila
Prva Bellova števila, ki so tudi praštevila so:
2, 5, 877, 27644437, 35742549198872617291353508656626642567, 359334085968622831041960188598043661065388726959079837
z indeksi Bellovih števil 2, 3, 7, 13, 42 in 55 (OEIS A051130)
Naslednje praštevilo je B2841, ki je približno 9,30740105 · 106538.  Trenutno je največje znano Bellovo praštevilo. Phil Carmody je leta 2002 pokazal, da je verjetno praštevilo. Po 17. mesecih računanja s programom Primo Marcela Martina, je Ignacio Larrosa Cañestro leta 2004 pokazal, da je praštevilo. Izključil je vsa druga možna praštevila manjša od B6000, kar je Eric Wolfgang Weisstein kasneje razširil na B30447.